# Монлор-Бернет
Монло́р-Берне́т (фр. Monlaur-Bernet) — коммуна во Франции, находится в регионе Юг — Пиренеи. Департамент — Жер. Входит в состав кантона Масёб. Округ коммуны — Миранд.
Код INSEE коммуны — 32272.

## География

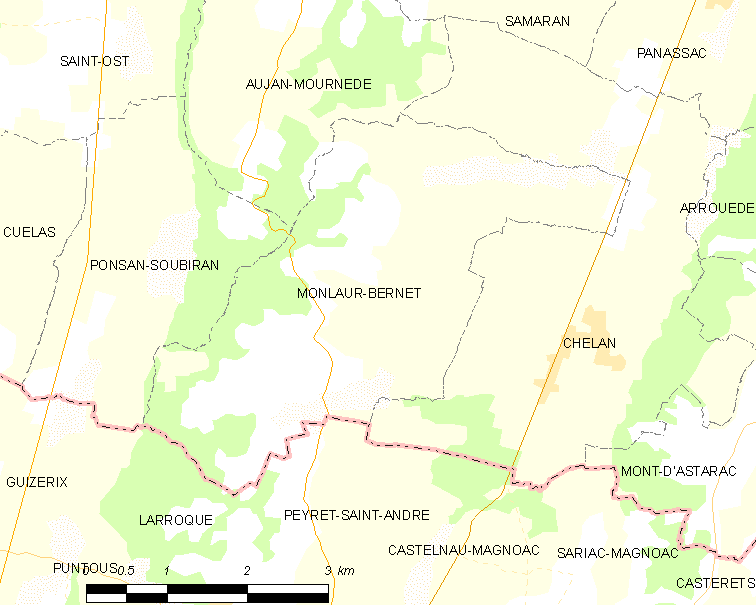
Карта коммуны

Коммуна расположена приблизительно в 630 км к югу от Парижа, в 85 км западнее Тулузы, в 34 км к югу от Оша.
По территории коммуны протекает река Сусон.

## Климат
Климат умеренно-океанический. Лето жаркое и немного дождливое, температура часто превышает 35 °С. Зимой часто бывает отрицательная температура и ночные заморозки. Годовое количество осадков — 700—900 мм.

## Население
Население коммуны на 2010 год составляло 187 человек.
| 1962 | 1968 | 1975 | 1982 | 1990 | 1999 | 2010 |
| ---- | ---- | ---- | ---- | ---- | ---- | ---- |
| 296  | 263  | 246  | 205  | 189  | 161  | 187  |

## Администрация
| Период | Период | Фамилия    | Партия | Примечания |
| ------ | ------ | ---------- | ------ | ---------- |
| 2001   | 2020   | Роже Абади |        |            |

## Экономика
В 2010 году среди 99 человек трудоспособного возраста (15-64 лет) 76 были экономически активными, 23 — неактивными (показатель активности — 76,8 %, в 1999 году было 54,8 %). Из 76 активных жителей работали 73 человека (44 мужчины и 29 женщин), безработных было 3 (3 мужчин и 0 женщин). Среди 23 неактивных 5 человек были учениками или студентами, 13 — пенсионерами, 5 были неактивными по другим причинам.